# Lübecker Senat 1852

Der Senat der Freien und Hansestadt Lübeck als Kabinett im Jahr 1852 mit Amtszeiten und den berufsständischen Korporationen seiner Mitglieder.

## Bürgermeister

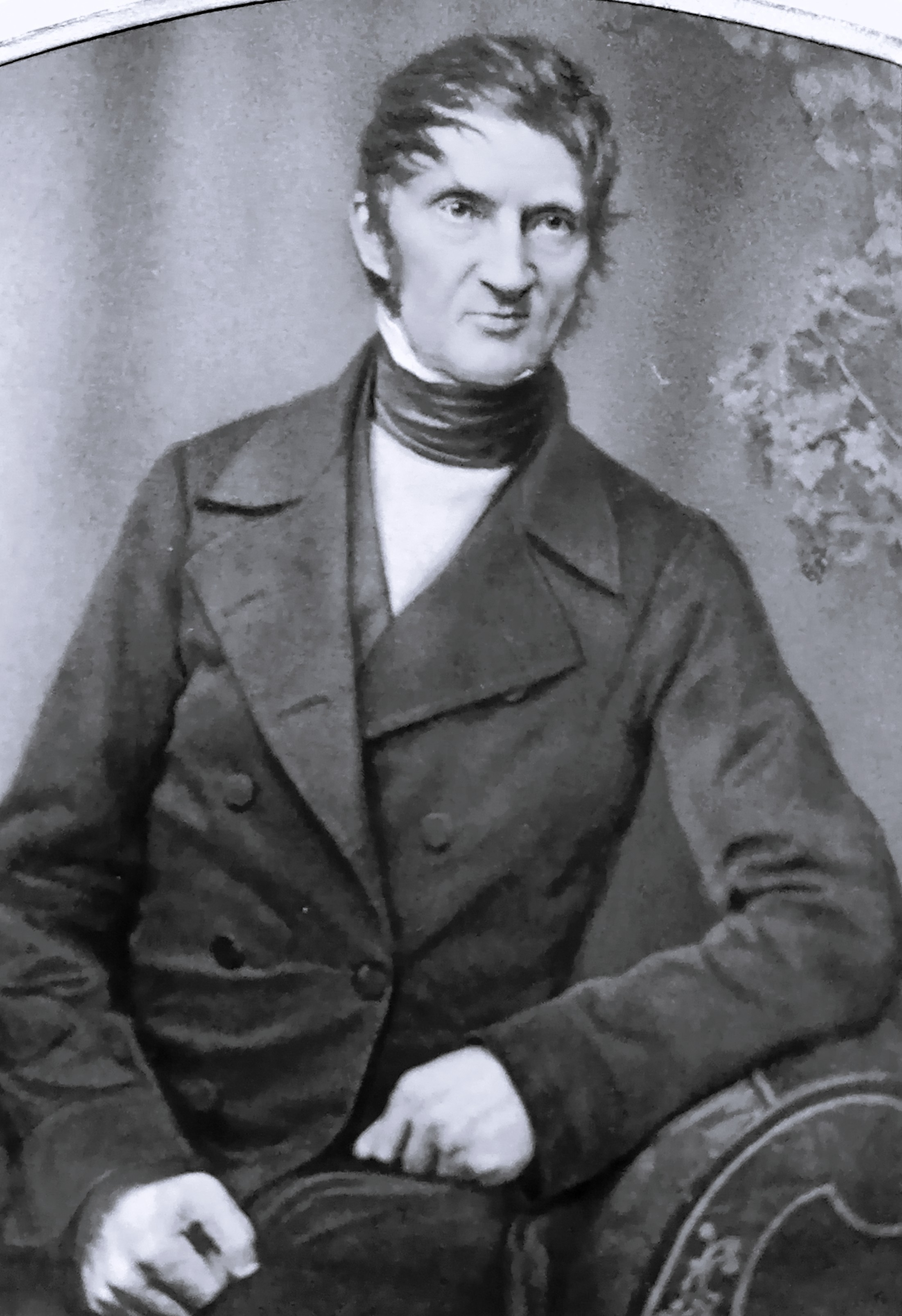
Bürgermeister Claudius

- Thomas Günther Wunderlich, seit 1833, Ratsherr seit 1810, Kaufleutekompagnie, aus dem Senat ausgetreten aus Altersgründen Anfang 1852 und kurz darauf verstorben
- Bernhard Heinrich Frister, seit 1833, Ratsherr seit 1821, Ratssekretär 1806
- Johann Joachim Friedrich Torkuhl, seit 1845, Ratsherr seit 1824, Jurist, 1848 Vorsitzender des Senats
- Friedrich Matthias Jacobus Claudius, Vorsitzender des Senats 1852, Ratsherr seit 1833, Jurist

## Senatoren
- Ludwig Müller, seit 1818, Nowgorodfahrer
- Karl Ludwig Roeck, seit 1833, Ratssekretär 1814
- Heinrich Brehmer, seit 1836, Jurist
- Georg Christian Tegtmeyer, seit 1839, Schonenfahrer
- Daniel Heinrich Heyke, seit 1840, Rigafahrer
- Hermann Carl Dittmer, seit 1841, Krämerkompagnie, Schonenfahrer, Nowgorodfahrer, Schonenfahrer
- Hermann Wilhelm Hach, seit 1845, Jurist
- Johann Daniel Eschenburg, seit 1846, Nowgorodfahrer
- Theodor Curtius, seit 1846, Jurist
- Hermann von der Hude, seit 1848, Jurist, letzter allein vom Rat/Senat zugewählter Ratsherr Lübecks.
- Heinrich Wilhelm Haltermann, seit 1848, erster nach der Verfassungsreform von drei Wahlkammern gewählter Senator Lübecks

## Syndici
- Carl Georg Curtius, seit 1801, seit 1802 Protonotar
- Heinrich von der Hude, seit 1844
- Peter Ludwig Elder, seit 1844